# Krimizonen
Krimizonen er en dansk tv-dokumentarserie bestående af en sæson, som blev sendt på DR1 i foråret 2002. Niels-Otto Fisker var værtsprofil i krimimagasinet.

## Serieoversigt
- Afsnit 1: Ligene i klitterne: Historien om Sanjay Sharma, som i 2001 blev idømt livsvarigt fængsel for dobbeltdrabet på hans grønlandske hustru, Carla Clasen, og hendes toårige datter Natuk. Den 22-årige kvinde og hendes barn blev i februar 2000 fundet myrdet og gravet ned ved et sommerhus, som Sharma havde lejet på Fanø.

- Afsnit 2: Børneporno: Historien om en 18-årig erhvervsskoleelev fra Bornholms Erhvervsskole, som havde oprettet en hjemmeside der indeholdte børneporno. 14 personer blev sigtet i sagen.

- Afsnit 3: Borger om dagen, pyroman om natten: Historien om en pyroman, som i 1990'erne begik 36 tilfælde af brandstiftelse i Nordjylland.

- Afsnit 4: Kvinden i kufferten: Historien om drabet på den 31-årige teologistuderende Anne Marie Mandrup Pedersen i 1994. John Mundia blev i 1995 dømt 12 års fængsel for det bestialske drab. I to uger ledte politiet intenst efter Anne-Marie Mandrup, inden hun blev fundet i en kuffert – skåret i syv dele.

- Afsnit 5: Lek: Historien om Faredon Helmy Khalil Rasmi, som i 1994 dræbte og parterede sin thailandske ekskone Yuppera Makprasta kaldet Lek.

- Afsnit 6: Sonay sagen: Historien om drabet på Sonay Ahmad Mohammad.

- Afsnit 7: Bøtø sagen: Historien om Bøtø-sagen, hvor en 11-årig pige blev voldtaget og forsøgt dræbt i august 1999.